# Grand Prix automobile du Mozambique
Le Grand Prix automobile du Mozambique (officiellement Grand Prix de Moçambique), est une course automobile qui s'est tenue entre 1958 et 1971 à Lourenço Marques, la capitale de la colonie du Mozambique portugais.
Une course a eu lieu sur un petit circuit urbain en 1950 puis, huit ans plus tard, le Grand Prix est créé officiellement. Le circuit est allongé en 1961 puis, en 1962, la course se déroule sur un circuit fermé.
Les concurrents étaient, pour la plupart, issus du Championnat d'Afrique du Sud de Formule 1. 

## Palmarès
| Année     | Vainqueur        | Voiture              | Circuit                            | Résultats |
| --------- | ---------------- | -------------------- | ---------------------------------- | --------- |
| 1958      | Ian Fraser-Jones | Porsche              | Circuit urbain de Lourenço Marques | Résultats |
| 1959-1960 | Non couru        | Non couru            | Non couru                          | Non couru |
| 1961      | Bruce Johnstone  | Cooper-Alfa Romeo    | Circuit urbain de Lourenço Marques | Résultats |
| 1962      | Peter de Klerk   | Alfa Special Special | Lourenço Marques                   | Résultats |
| 1963      | Peter de Klerk   | Alfa Special Special | Lourenço Marques                   | Résultats |
| 1964      | John Love        | Cooper-Climax        | Lourenço Marques                   | Résultats |
| 1965      | John Love        | Cooper-Climax        | Lourenço Marques                   | Résultats |
| 1966      | Dave Charlton    | Brabham-Climax       | Lourenço Marques                   | Résultats |
| 1967      | John Love        | Brabham-Repco        | Lourenço Marques                   | Résultats |
| 1968      | Jackie Pretorius | Lola-Ford            | Lourenço Marques                   | Résultats |
| 1969      | John Love        | Lotus-Ford           | Lourenço Marques                   | Résultats |
| 1970      | Dave Charlton    | Lotus-Ford           | Lourenço Marques                   | Résultats |
| 1971      | John Love        | Surtees-Ford         | Lourenço Marques                   | Résultats |